# Patrick Lachman
Patrick Lachman (30 marzo 1970) è un cantante e chitarrista statunitense.
Dal 1996 al 2001 è stato il chitarrista dei Diesel Machine dopo aver fatto parte, per poco tempo, degli Halford. È stato anche il cantante del progetto metal dei Damageplan. Attualmente è membro dei The Mercy Clinic.

## Biografia
Lachman ha esordito con l'album degli Halford Resurrection per poi partecipare ad un album progetto con i Diesel Machine, Torture Test. Tornato con gli Halford ha pubblicato un album live nel 2001 chiamato Live Insurrection, un album, Crucible, nel 2002, l'EP Fourging The Furnace.
Visto l'abbandono del frontman del gruppo, Patrick accettò di partecipare al progetto degli ex Pantera Dimebag Darrell e Vinnie Paul con una nuova band chiamata Damageplan nel ruolo di cantante. Nel 2004 la band produsse New Found Power, l'unico album. Infatti l'8 dicembre 2004, durante un'esibizione del gruppo, un folle, Nathan Gale, uccise Dimebag Darrell sul palco insieme ad altre 3 persone. Lachman fu ferito ad una gamba nella tragedia e ricoverato.
Attualmente suona in una nuova band chiamata The Mercy Clinic con Brian Harrah, Josh Stinson, Steed Najera e Bevan Davies. Inoltre nel 2005-2006 ha cantato negli Alice in Chains come turnista.

## Discografia
- 1992 – State of the Art – State of the Art (demo)
- 1995 – Eleventh Hour – Eleventh Hour (demo) (chitarra, basso)
- 2000 – Halford – Resurrection
- 2001 – Diesel Machine – Torture Test
- 2001 – Halford – Live Insurrection
- 2002 – Halford – Crucible
- 2003 – Halford – Fourging the Furnace
- 2004 – Damageplan – New Found Power (voce)
- 2008 – Halford – Resurrection World Tour - Live at Rock in Rio III (video)
- 2012 – Halford – Live in London (album dal vivo)